# Spallanzani (krater)
För andra betydelser, se Spallanzani.
Spallanzani är en nedslagskrater på planeten Mars namngiven efter italienaren Lazzaro Spallanzani.
Kratern har en diameter på ungefär 71 km.